# 상하이대학역
상하이대학역은 2009년에 개통한 중국의 철도역이다.

## 역 주변
- 상하이 대학